# 1571 a tudományban
Az 1571. év a tudományban és a technikában.

## Felfedezések
- a bolíviai Cochabamba város alapítása
- az ukrajnai Bahmut alapítása

## Születések
- december 27. – Johannes Kepler német matematikus és csillagász († 1630)
- Willem Blaeu németalföldi térképész, atlaszkészítő és -kiadó († 1638)
- Metius holland csillagász és matematikus
- Frederick de Houtman holland felfedező

## Halálozások
- Baldassarre Lanci, olasz építész
- Martim Afonso de Sousa, portugál felfedező